# 婚前特急
『婚前特急』（こんぜんとっきゅう）とは、2011年4月1日公開の日本映画。吉高由里子主演による恋愛コメディ映画である。

## 概要
自由に恋愛を楽しんでいた24歳OLの池下チエが、親友の結婚をきっかけに、付き合っている5人の彼氏の中から本当の相手を見つけるまでを描いたコメディ映画。
キャッチコピーは「このたび、わたくし池下チエは、5人の彼氏を査定します。」。
監督の前田弘二はこの作品が長編劇場映画デビュー作となり、本作によって日本の新人映画監督賞を複数受賞する評価を得た。
また、LISMOドラマで前日譚、後日譚を描いた『婚前特急』シリーズも配信され、ソフト化されている。

## ストーリー
池下チエは「限られた時間を有効利用し、いろんな体験を楽しむ」という考えから、若くてかわいい学生の野村健二、旅行に連れて行ってくれる既婚者の三宅正良、時間が自由になる出口道雄、優しく愚痴を聞いてくれるバツイチの西尾みのる、気楽に付き合える田無タクミの5人と同時に付き合っている。風変わりな交際を楽しんでいたチエだが、突然できちゃった結婚した親友浜口トシコの幸せそうな姿を見て結婚願望が芽生える。トシコの勧めで5人の彼氏を「査定」し、低い方から順に関係を清算しようとそれぞれのメリットとデメリットを列挙し始めたが、一番低いのは性格がいい加減で見た目も冴えないタクミだった。
チエはタクミに別れを切り出すが、彼からは「オレたち付きあってないじゃん」という言葉が返ってきた。彼にとってチエはセックスフレンドに過ぎないというのだ。チエはプライドを傷つけられ、タクミを自分に本気で惚れさせた上で捨ててやりたいと考えるようになり、彼の周辺をこっそり見張り始める。他の彼氏たちも段々と気の合わない面が目に付いたり、妻との離婚に消極的だったり別れた子供のことを気にしたりで、チエだけのパートナーにはなりそうになかった。
そんなある日、タクミはチエに、勤務先のパン工場の社長令嬢である奥田ミカと交際したいので協力してほしいと告げる。ミカは裕福なお嬢様育ちでありながら贅沢を好まず、素朴に暮らしたいと願う女性で、お金の無いタクミからの自作の曲のプレゼントに感激して付き合うようになる。やがて結婚を考えるようになった彼らは、部屋にチエを招いてささやかなパーティーを開く。付き添いのみのると彼らの会話が弾む中、チエは無言でタクミを見つめ、突然彼にキスをして出ていってしまう。ミニバイクで逃げるチエをタクミが自転車で追いかけ、一緒に植え込みに突っ込みケンカを始めた二人は警察に通報され留置場で言い争いながら一夜を明かす羽目になり、タクミはチエへの混乱する想いをぶつけ、チエは自分に5人の彼氏がいることを暴露する。
翌日チエはタクミのアパートに向かう。タクミはチエを追いかけていった事をミカに問い詰められ振られてしまった。合鍵で入り込んだ部屋にいたチエの所にタクミが現れ、二人は暴れるうちに隣室との間の壁を壊してしまう。壁の穴の向こうの老女は自分の経験から「ケンカはちゃんとした方がいい」と二人にアドバイスする。改めてチエに向き合ったタクミは、否定的な言葉をぶつけられながらもめげずに「頑張る」と宣言し、その場で彼女を押し倒す。その後二人は、トシコ一家、ミカや4人の元彼たちに祝福されて幸せいっぱいの結婚式を挙げるのだった。

## キャスト
- 池下チエ：吉高由里子
- 田無タクミ：浜野謙太（SAKEROCK）
- 浜口トシコ：杏
- 奥田ミカ：石橋杏奈
- 出口道雄：青木崇高
- 野村健二：吉村卓也
- トシコの夫：吉岡睦雄
- 堀アキラ：宇野祥平
- 老女：白川和子
- 三宅正良：榎木孝明
- 西尾みのる：加瀬亮
- 清水昭博、柳英里紗、津村和幸、夏目大一朗、川屋せっちん ほか

## スタッフ
- 監督：前田弘二
- 脚本：高田亮、前田弘二
- 音楽：きだしゅんすけ
- 撮影：伊藤寛
- 照明：金子康博
- 録音：高田伸也
- 美術：谷内邦恵
- 編集：佐藤崇
- 牽引・スタント：タカハシレーシング（田邊秀輝、大家睦子）
- 茨城ロケ協力：いばらきフィルムコミッション、水戸市観光課、ひたちなか市観光振興課、ひたちなか海浜鉄道
- 技術協力：IMAGICA
- プロデューサー：根岸洋之、定井勇二、日下部雅謹
- 製作：「婚前特急」フィルム・パートナーズ
- 製作委員会メンバー：
  - ビターズ・エンド：佐竹康成、藤森朋果、大島美樹
  - ショウゲート：藤崎博文、村野英司、小林宏至
  - バンダイビジュアル：川尻富夫、木村淳一、小林美帆子
  - アミューズソフトエンタテインメント：畠中達郎、熊澤芳紀、吉田憲一
  - KDDI：雨宮俊武、八木達雄、岡部潤
  - ロボット：加太孝明、齋藤力、五郎丸弘二
  - マッチポイント：根岸洋之、黒田恭子
  - 竹書房：伊藤明博、小笠原真
  - オゾンネットワーク：大島和樹、小林文弘、高橋慎二
  - リンダパブリッシャーズ：新保勝則、大森美緒
- 企画・制作：マッチポイント、ビターズ・エンド
- 配給：ビターズ・エンド、ショウゲート

## 主題歌
- monobright「DANCING BABE」(デフスターレコーズ)

## 受賞
- TAMA CINEMA FORUM 第3回TAMA映画賞 
  - 最優秀新進監督賞 - 前田弘二『婚前特急』[2]
- 第33回ヨコハマ映画祭（2012年）[3][4]
  - 新人監督賞 - 前田弘二
  - 主演女優賞 - 吉高由里子
  - 最優秀新人賞 - 浜野謙太
  - 日本映画ベストテン 第8位
- 第21回日本映画プロフェッショナル大賞[5]
  - 新人監督賞 - 前田弘二
  - ベストテン 第9位

## DVD・Blu-ray Disc
バンダイビジュアルより2011年9月22日発売。
婚前特急 DVD【通常版】
婚前特急 Blu-ray Disc
本編107分＋映像特典(「予告編」「TVスポット」)
他にレンタル用のDVDもあり。
婚前特急 DVD【豪華版】初回限定生産
2枚組の限定生産版。以下の特典が付く。
- 本編ディスク（本編107分＋映像特典「予告編」「TVスポット」）
- 特典ディスク（55分）
  - 婚前特急メイキング
  - キャストが語る婚前特急（吉高由里子、浜野謙太、青木宗高、吉村卓也、榎木孝明、加瀬亮）
  - 吉高由里子に一問一答
  - 舞台挨拶ダイジェスト

- オリジナル「婚前すごろく」
- ポストカード

## 関連作品

### 映像作品
すべて本作と同じく池下チエを主人公とし、映画の前日譚および後日譚を描く配信限定ドラマ。
LISMOドラマ『婚前特急-ジンセイは17から-』（2009年9月配信）
2010年12月23日にDVD化。
出演：吉高由里子、柳英里紗、藤原希、山下リオ、佐戸井けん太、国生さゆり ほか
LISMOドラマ『婚前特急-ジンセイやっぱ21から-』（2011年1月配信）
出演：吉高由里子、高岡蒼甫、中尾明慶、奥田恵梨華、林剛史、柳英里紗、青木崇高 ほか
LISMOドラマ『婚前特急-結婚まであと117日-』（2011年9月2日 - 9月30日、全5話）
出演：吉高由里子、宇野祥平、剛力彩芽、山本梓、浜野謙太 ほか

### 書籍
- 高田亮・著『婚前特急 池下チエ 結婚まであと284日』2011年3月発売、泰文堂〈リンダブックス〉ISBN 978-4803002096